# 338
Évszázadok: 3. század – 4. század – 5. század
Évtizedek: 280-as évek – 290-es évek – 300-as évek – 310-es évek – 320-as évek – 330-as évek – 340-es évek – 350-es évek – 360-as évek – 370-es évek – 380-as évek
Évek: 333 – 334 – 335 – 336 –  337 – 338 – 339 – 340 – 341 – 342 – 343

## Események

### Római Birodalom
- Flavius Ursust és Flavius Polemiust választják consulnak.
- A három császár Sirmiumban erősíti meg a birodalom szétosztását. II. Constantinus, aki a formálisan még fiatalkorú Constans gyámja, azt követeli védencétől, hogy adja át neki az észak-afrikai provinciákat. Constans ebbe belemegy, de ezután hosszas vita következik arról, hogy hogyan osszák szét a provinciákat.
- II. Constantius császár Szíriában a perzsa (szászánida) támadást igyekszik hárítani. II. Sápur király a seregében kitörő járvány miatt feladja Niszibisz ostromát.
- II. Constantius röviddel visszatértét követően ismét száműzi Athanasziosz alexandriai pátriárkát.

## Halálozások
- Flavius Ablabius, római politikus

## Fordítás
- Ez a szócikk részben vagy egészben  a(z)   338 című angol Wikipédia-szócikk ezen változatának fordításán alapul.  Az eredeti cikk szerkesztőit annak laptörténete sorolja fel. Ez a jelzés csupán a megfogalmazás eredetét és a szerzői jogokat jelzi, nem szolgál a cikkben szereplő információk forrásmegjelöléseként.